# Pyrrhura viridicata
Pyrrhura viridicata là một loài chim trong họ Psittacidae.